# Charte européenne du chercheur
La charte européenne du chercheur est un document de la commission européenne du 11 mars 2005 visant à établir des principes minimaux entre chercheurs et institutions employant des chercheurs ou les finançant dans l'Union européenne et les États qui lui sont associés dans le cadre de programmes de recherche.

## Principaux points
La charte donne des principes généraux des conditions d'exercice du métier de chercheur, qui incluent des principes d'autonomie de la science et d'éthique, et évoquent l'évaluation de la recherche scientifique. Elle précise que les doctorants doivent être reconnus comme professionnels de la recherche et pas seulement comme des étudiants en cours de formation. 
Elle est également accompagnée d'un code de conduite pour le recrutement des chercheurs.

## Institutions signataires de la Charte
Sont signataires, entre autres :
- la conférence des présidents d'université (CPU) en France, et son équivalent en Autriche, Belgique francophone, Allemagne, Italie, Lituanie, Pologne, Slovaquie et Suisse ;
- parmi les EPST français, le CNRS, l'INSERM et l'INRA ;
- parmi les autres organisations nationales employant des chercheurs et finançant la recherche, le FNRS belge, le CNR italien, l'académie des sciences slovaque ;
- parmi les agences de financement de la recherche, le FWF autrichien, le LMT lituanien ;
- diverses universités en Europe.

La liste complète et à jour des signataires se trouve sur le site de la commission européenne.